# 纪念大道公园
纪念大道公园（Memorial Drive Park），通常被称为「纪念大道」（Memorial Drive）或者「纪念大道网球中心」，是一个位于澳大利亚南澳大利亚州阿德莱德的網球場，坐落在市中心周围的阿德莱德的公园绿地上，毗邻阿德莱德椭圆形体育场。纪念大道得名于一条蜿蜒的大道，被称为战争纪念大道，它将网球场与托倫瑟河分开。
如果该场地用于音乐会和其他活动会被称为“The Drive”。

## 历史
纪念大道网球俱乐部成立于1914年，最初名为南澳大利亚草地网球俱乐部（South Australian Lawn Tennis Club）。俱乐部租用了约6英亩（约2.4公顷）的土地，紧邻阿德莱德椭圆形体育场。草地网球场于1921年10月由南澳大利亚州总督阿奇博尔德·威高爵士主持了启用仪式。
1922年，杰拉尔德·帕特森赢得了在此举办的首届南澳大利亚男子单打网球锦标赛，并在同年第二次赢得温布尔登网球锦标赛。次年，俱乐部在纪念大道建造了一个俱乐部会所和看台，北侧的看台是从阿德莱德椭圆球场拆卸并重新组装的。1938年，在球场北侧建成了一个大型永久看台。
此后多年来，草地球场举办了许多重要赛事，包括戴维斯杯和澳大利亚网球公开赛。1926年，澳大利亚男子单打冠军赛（Australian men's singles title）首次在这里举行，冠军为约翰·霍克斯。直到1967年，阿德莱德共举办了14次澳网，其中12次在纪念大道公园进行。1938年，美国选手唐纳德·巴奇在这里赢得网球史上首次大满贯赛事的首场比赛，他当时击败了澳大利亚选手约翰·布罗米奇。
1933年1月，澳大利亚在此与美国进行了一场网球测试赛。美国冠军埃尔斯沃斯·维恩斯首次也是唯一一次在阿德莱德亮相，而澳大利亚代表中包括哈里·霍普曼、阿德里安·奎斯特和约翰·布罗米奇。次年，英格兰冠军弗雷德·佩里参加了国际比赛。
阿德莱德首次接触职业网球是在1935年，法国两届温布尔登冠军亨利·科切特与当地职业选手进行了比赛。1958年和1959年，潘乔·冈萨雷斯和刘·霍德作为杰克·克雷默职业团队的一员在此表演。从1974年到2008年，阿德莱德国际网球锦标赛在此举办；2009年至2019年，举办了世界网球挑战赛 。
纪念大道最后一次举办澳大利亚网球公开赛是在1967年，当时羅伊·愛默生赢得男子单打冠军，南希·里奇·刚特尔赢得女子单打冠军，約翰·紐康姆和托尼·罗奇获得男子双打冠军，莱斯利·特纳·鲍里与朱迪·泰加特·道尔顿赢得女子双打冠军，而混双冠军则由特纳·鲍里和欧文·戴维森获得。
2019年2月，南澳大利亚政府宣布拨款1000万澳元，用于在纪念大道公园建造一个带顶篷的屋顶结构，以便场馆能够举办新的阿德莱德网球国际赛，这是自2008年以来阿德莱德再次举办的ATP认证赛事，同时也是首次举办女子WTA赛事。
此后，园区进行了小规模的改造，使得几年到能够在2020年1月举办首届阿德莱德国际网球赛，该赛事每年在澳网举办前一周或者两周举行。
同年晚些时候，南澳政府宣布将投入4400万澳元，用于在主场地周围建造两个新的永久看台，其中一个将取代北侧看台，场地容量由此提升至6500人。此外，开发计划还包括升级场馆的媒体和广播设施、体育训练空间、活动空间，并将东侧设施与阿德莱德椭圆球场的南广场进行整合。